# 伊坂幸太郎
伊坂 幸太郎（いさか こうたろう、1971年5月25日 -）は、日本の小説家。千葉県松戸市出身。

## 経歴
千葉県松戸市出身。東北大学法学部卒業。この時期の東北大学には、薬学研究科に瀬名秀明、文学研究科に佐藤賢一、理学部に松崎有理と円城塔など、現在小説家として活躍している人物が在学していた。大学卒業後、システムエンジニアとして働くかたわら文学賞に応募、2000年『オーデュボンの祈り』で第5回新潮ミステリー倶楽部賞を受賞しデビュー。数年後に作家専業となった。宮城県仙台市在住。
2002年の『ラッシュライフ』で評論家に注目され始め、2003年の『重力ピエロ』で一般読者に広く認知されるようになった。それに続く『アヒルと鴨のコインロッカー』が第25回吉川英治文学新人賞を受賞。
本屋大賞においては第1回から第4回まで連続ノミネートされた後、2008年の第5回に『ゴールデンスランバー』で受賞した。同作品で第21回山本周五郎賞も受賞。なお直木賞については、2003年『重力ピエロ』、2004年『チルドレン』『グラスホッパー』、2005年『死神の精度』、2006年『砂漠』で候補となったが、2008年、同賞の影響力の高さゆえに環境が変化する可能性を憂慮し、選考対象となることを辞退している。2020年に『逆ソクラテス』で第33回柴田錬三郎賞を受賞。
2020年より山本周五郎賞の選考委員を務める。
著作の多くは中国語訳、韓国語訳が出版されており、タイ、インドネシア、フランス、ドイツ、イタリア、ロシアなどでも刊行されている。
英語圏では、2011年にアメリカで『ゴールデンスランバー』（英題『Remote Control』）、2021年に『マリアビートル』（英題『Bullet Train』）、2022年に『グラスホッパー』（英題『Three Assassins』）、2023年に『AX アックス』（英題『The Mantis』）がイギリスとアメリカで刊行。
『マリアビートル』（英題『Bullet Train』）は、英国推理作家協会が主催する、2022年度ダガー賞（通称：CWA賞）の翻訳小説部門（旧名称：インターナショナル・ダガー賞）にノミネート（日本人作家のノミネートは、横山秀夫、東野圭吾に続いて3人目）。『AX アックス』（英題『The Mantis』）は、2024年度ダガー賞のイアン・フレミング・スチール・ダガー賞に日本人作家として初めてノミネートされた。

## 受賞歴

### 日本の文学賞
- 1996年 - 第13回サントリーミステリー大賞佳作 『悪党たちが目にしみる』（大幅改訂後に2003年『陽気なギャングが地球を回す』として出版）
- 2000年 - 第5回新潮ミステリー倶楽部賞 『オーデュボンの祈り』
- 2004年 - 第25回吉川英治文学新人賞 『アヒルと鴨のコインロッカー』
- 2004年 - 第57回日本推理作家協会賞短編部門 『死神の精度』
- 2006年 - 平成17年度宮城県芸術選奨文芸部門
- 2008年 - 第5回本屋大賞[2]、第21回山本周五郎賞[3] 『ゴールデンスランバー』
- 2014年 - 第7回大学読書人大賞 『マリアビートル』
- 2017年 - 第6回静岡書店大賞小説部門 『AX』
- 2020年 - 第33回柴田錬三郎賞 『逆ソクラテス』

### 海外の文学賞
- 2012年 - フランス 2012年度マスタートン賞（フランス語版）翻訳小説部門 『オーデュボンの祈り』（仏題『La Prière d'Audubon』）
- 2022年 - アメリカ 2022年度ストランド・マガジン批評家賞Best Debut Novel部門（最優秀新人賞）『マリアビートル』（英題『Bullet Train』）

## 作風
- 現在住んでいる宮城県仙台市を舞台にした作品が多い。
- 多くの作品で、舞台設定や登場人物などがリンクしている。また、登場人物の中には、同名でありながらも別人格として、複数の作品に登場する者もいるのが特徴。

## ミステリ・ランキング
- 週刊文春ミステリーベスト10
  - 2003年 - 『重力ピエロ』4位
  - 2004年 - 『アヒルと鴨のコインロッカー』4位、『チルドレン』5位
  - 2005年 - 『死神の精度』4位、『魔王』8位
  - 2008年 - 『ゴールデンスランバー』2位
  - 2010年 - 『マリアビートル』3位
  - 2012年 - 『夜の国のクーパー』14位
  - 2013年 - 『死神の浮力』5位
  - 2015年 - 『キャプテンサンダーボルト』（阿部和重との共作）9位
  - 2017年 - 『ホワイトラビット』3位、『AX アックス』7位
  - 2020年 - 『逆ソクラテス』19位
  - 2023年 - 『777 トリプルセブン』11位

- このミステリーがすごい!
  - 2003年 - 『ラッシュライフ』11位
  - 2004年 - 『重力ピエロ』3位、『陽気なギャングが地球を回す』6位
  - 2005年 - 『アヒルと鴨のコインロッカー』2位、『チルドレン』16位、『グラスホッパー』18位
  - 2006年 - 『死神の精度』12位
  - 2009年 - 『ゴールデンスランバー』1位
  - 2011年 - 『マリアビートル』6位
  - 2013年 - 『夜の国のクーパー』19位
  - 2014年 - 『死神の浮力』5位
  - 2016年 - 『キャプテンサンダーボルト』（阿部和重との共作）19位、『陽気なギャングは三つ数えろ』28位
  - 2018年 - 『ホワイトラビット』2位、『AX アックス』21位
  - 2021年 - 『逆ソクラテス』15位
  - 2024年 - 『777 トリプルセブン』15位

- 本格ミステリ・ベスト10
  - 2004年 - 『重力ピエロ』21位
  - 2005年 - 『アヒルと鴨のコインロッカー』12位
  - 2006年 - 『死神の精度』23位
  - 2018年 - 『ホワイトラビット』8位

- ミステリが読みたい!
  - 2009年 - 『ゴールデンスランバー』1位
  - 2013年 - 『夜の国のクーパー』9位
  - 2014年 - 『死神の浮力』7位
  - 2015年 - 『首折り男のための協奏曲』15位
  - 2016年 - 『キャプテンサンダーボルト』（阿部和重との共作）8位
  - 2018年 - 『AX アックス』6位、『ホワイトラビット』8位
  - 2021年 - 『逆ソクラテス』13位
  - 2024年 - 『777 トリプルセブン』13位

## 作品リスト

### 小説
- オーデュボンの祈り（2000年12月 新潮ミステリー倶楽部 / 2003年12月 新潮文庫）
  - 書き下ろし
- ラッシュライフ（2002年7月 新潮ミステリー倶楽部 / 2005年5月 新潮文庫）
  - 書き下ろし
- 陽気なギャングが地球を回す（2003年1月 祥伝社ノン・ノベル / 2006年2月 祥伝社文庫）
  - 書き下ろし
  - 「陽気なギャング」シリーズ第1作
- 重力ピエロ（2003年4月 新潮社 / 2006年7月 新潮文庫）
  - 書き下ろし
- アヒルと鴨のコインロッカー（2003年11月 東京創元社 / 2006年12月 創元推理文庫）
  - 書き下ろし
- チルドレン（2004年5月 講談社 / 2007年5月 講談社文庫）
  - バンク（『小説現代』2002年4月号）
  - チルドレン（『小説現代』2002年11月号）
  - レトリーバー（『小説現代』2003年9月号）
  - チルドレン2（『小説現代』2003年12月号）
  - イン（『小説現代』2004年3月号）
- グラスホッパー（2004年7月 角川書店 / 2007年6月 角川文庫）
  - 書き下ろし
  - 殺し屋シリーズ第1作
- 死神の精度（2005年6月 文藝春秋 / 2008年2月 文春文庫）
  - 死神の精度（『オール讀物』2003年12月号）
  - 死神と藤田（『オール讀物』2004年4月号）
  - 吹雪に死神（『オール讀物』2004年8月号）
  - 恋愛で死神（『オール讀物』2004年11月号）
  - 旅路を死神（『別册文藝春秋』第255号・2005年1月）
  - 死神対老女（『オール讀物』2005年4月号）
- 魔王（2005年10月 講談社 / 2008年9月 講談社文庫 / 【新装版】2023年1月 講談社文庫）
  - 魔王（『エソラ』vol.1 2004年12月）
  - 呼吸（『エソラ』vol.2 2005年7月）
- 砂漠（2005年12月 実業之日本社 / 2008年8月 Jノベル・コレクション / 2010年7月 新潮文庫 / 2017年10月 実業之日本社文庫）
  - 書き下ろし
- 終末のフール（2006年3月 集英社 / 2009年6月 集英社文庫）
  - 終末のフール（『小説すばる』2004年2月号）
  - 太陽のシール（『小説すばる』2004年5月号）
  - 籠城のビール（『小説すばる』2004年8月号）
  - 冬眠のガール（『小説すばる』2004年11月号）
  - 鋼鉄のウール（『小説すばる』2005年2月号）
  - 天体のヨール（『小説すばる』2005年5月号）
  - 演劇のオール（『小説すばる』2005年8月号）
  - 深海のポール（『小説すばる』2005年11月号）
- 陽気なギャングの日常と襲撃（2006年5月 祥伝社ノン・ノベル / 2009年8月 祥伝社文庫）
  - 初出：第一章は『小説NON』2004年5月号・9月号・2005年2月号・6月号掲載の短編を長編の一部として改稿、第二章以降は書き下ろし
  - 「陽気なギャング」シリーズ第2作
  - 文庫版のみ、短編「海には、逃がしたのと同じだけの良い魚がいる。」（『映画「陽気なギャングが地球を回す」公式ガイドブック』）併録
- フィッシュストーリー（2007年1月 新潮社 / 2009年11月 新潮文庫）
  - 動物園のエンジン（『小説新潮』2001年3月号）
  - サクリファイス（『別冊東北学』vol.8 2004年8月）
  - フィッシュストーリー（『小説新潮』2005年10月号）
  - ポテチ（単行本書き下ろし）
- ゴールデンスランバー（2007年11月 新潮社 / 2010年12月 新潮文庫）
  - 書き下ろし
- 実験4号（2008年4月 講談社）
  - 後藤を待ちながら（書き下ろし）
    - The ピーズの曲「実験4号」をモチーフとしている

  - 山下敦弘監督の映画「It's a small world」のDVDとセットでの発売
- モダンタイムス（2008年10月 講談社 / 2011年10月 講談社文庫【上・下】 / 【新装版】2023年2月 講談社文庫【上・下】）
  - 初出：『週刊モーニング』2007年18号 - 2008年26号
  - 『魔王』に連なる作品
  - 連載時の花沢健吾による挿絵が収録された特別版も同時刊行
- あるキング（2009年8月 徳間書店 / 2012年8月 徳間文庫 / 2015年5月 新潮文庫）
  - 初出：『本とも』2008年4月号 - 2009年3月号
  - 新潮文庫版は雑誌版、単行本版、徳間文庫版の三編すべてを収録した完全版
  - 完全版の初回3か月分のみ、掌編「書店にまつわる小噺あるいは、教訓の得られない例話」（『キノベス！ 2003』）封入
- SOSの猿（2009年11月 中央公論新社 / 2012年11月 中公文庫）
  - 初出：『読売新聞 夕刊』2008年10月3日 - 2009年7月18日
- オー!ファーザー（2010年3月 新潮社 / 2013年7月 新潮文庫）
  - 初出：『河北新報 夕刊』他13紙 2006年3月 - 2007年12月順次掲載
- バイバイ、ブラックバード（2010年6月 双葉社 / 2013年3月 双葉文庫 / 【新装版】2021年2月 双葉文庫）
  - 初出：I話 - V話は「ゆうびん小説」（2009年5月 - 2010年2月）、VI話は書き下ろし
  - 伊坂幸太郎のロングインタビューと、門賀美央子による本書の解説、太宰治『グッド・バイ』を収録した『「バイバイ、ブラックバード」をより楽しむために』が同日刊行
- マリアビートル（2010年9月 角川書店 / 2013年9月 角川文庫）
  - 書き下ろし
  - 殺し屋シリーズ第2作
  - 文庫版のみ、短編「ついていないから笑う」（『ダ・ヴィンチ』2010年3月号）併録
- PK（2012年3月 講談社 / 2014年11月 講談社文庫/ 【新装版】2023年7月 講談社文庫）
  - PK（『群像』2011年5月号）
  - 超人（『群像』2011年7月号）
  - 密使（『NOVA 5』2011年8月 河出文庫）
- 夜の国のクーパー（2012年5月 東京創元社 / 2015年3月 創元推理文庫 / 【新装版】2022年1月 創元推理文庫）
  - 書き下ろし
- 残り全部バケーション（2012年12月 集英社 / 2015年12月 集英社文庫）
  - 残り全部バケーション（『Re-born はじまりの一歩』2008年3月 実業之日本社）
  - タキオン作戦（『紡』vol.1 2010年12月）
  - 検問（『小説新潮』2008年7月号）
  - 小さな兵隊（『小説すばる』2012年11月号）
  - 飛べても8分（書き下ろし）
- ガソリン生活（2013年3月 朝日新聞出版 / 2016年3月 朝日文庫）
  - 初出：『朝日新聞 夕刊』2011年11月21日 - 2012年12月10日
  - 本文の一部と新聞連載時の挿絵を再編成した『寺田克也式ガソリン生活』が同日刊行
  - 文庫版の初版分のみ、掌編「ガソリンスタンド」（書き下ろし）をカバー裏に掲載
- 死神の浮力（2013年7月 文藝春秋 / 2016年7月 文春文庫）
  - 書き下ろし（冒頭のみ『別册文藝春秋』2012年1月号に掲載）
  - 『死神の精度』に連なる作品
- 首折り男のための協奏曲（2014年1月 新潮社 / 2016年11月 新潮文庫）
  - 首折り男の周辺（『小説新潮』2008年5月号別冊『Story Seller』2008 Spring）
  - 濡れ衣の話（『小説新潮』2010年7月号）
  - 僕の舟（『小説新潮』2011年12月号）
  - 人間らしく（『新潮』2013年1月号）
  - 月曜日から逃げろ（『yom yom』vol.27 2013年2月）
  - 相談役の話（『幽』vol.14 2010年12月）
  - 合コンの話（『小説新潮』2009年5月号別冊『Story Seller vol.2』2009 Spring）
- アイネクライネナハトムジーク（2014年9月 幻冬舎 / 2017年8月 幻冬舎文庫）
  - アイネクライネ（『papyrus』11号 2007年4月）
  - ライトヘビー（斉藤和義のシングルCD「君は僕のなにを好きになったんだろう/ベリーベリーストロング〜アイネクライネ〜」初回盤特典）
  - ドクメンタ（『GINGER L.』2011 SPRING 02）
  - ルックスライク（『papyrus』46号 2013年2月）
  - メイクアップ（『papyrus』52号 2014年2月）
  - ナハトムジーク（書き下ろし）
- キャプテンサンダーボルト（2014年11月 文藝春秋 / 2017年11月 文春文庫 / 【新装版】2020年9月 新潮文庫nex）
  - 阿部和重との共作
  - 書き下ろし
  - 文庫版に「ボーナストラック」2編（書き下ろし）併録
  - 新潮文庫版に掌編「●●●の一日」（書き下ろし）併録
- 火星に住むつもりかい?（2015年2月 光文社 / 2018年4月 光文社文庫）
  - 書き下ろし
- ジャイロスコープ（2015年6月 新潮文庫）
  - 浜田青年ホントスカ（『蝦蟇倉市事件1』2010年1月 東京創元社ミステリ・フロンティア）
  - ギア（『エソラ』vol.3 2006年4月）
  - 二月下旬から三月上旬（『新潮』2014年6月号）
  - if（『小説トリッパー』2015年夏号）
  - 一人では無理がある（『小説新潮』2014年12月号）
  - 彗星さんたち（『エール！ 3』2013年10月 実業之日本社文庫）
  - 後ろの声がうるさい（書き下ろし）
- 陽気なギャングは三つ数えろ（2015年10月 祥伝社ノン・ノベル / 2018年9月 祥伝社文庫）
  - 書き下ろし
  - 「陽気なギャング」シリーズ第3作
- サブマリン（2016年3月 講談社 / 2019年4月 講談社文庫）
  - 書き下ろし
  - 『チルドレン』に連なる作品
- AX アックス（2017年7月 KADOKAWA / 2020年2月 角川文庫）
  - AX（『小説 野性時代』2012年1月号）
  - Bee（『しあわせなミステリー』2012年4月 宝島社）
  - Crayon（『小説 野性時代』2014年2月号）
  - EXIT（書き下ろし）
  - FINE（書き下ろし）
  - 殺し屋シリーズ第3作
- ホワイトラビット（2017年9月 新潮社 / 2020年6月 新潮文庫）
  - 書き下ろし
- クリスマスを探偵と（2017年10月 河出書房新社）
  - 初出：『文藝別冊 伊坂幸太郎』（2010年11月 河出書房新社）
  - 自身初となる絵本で、マヌエーレ・フィオールが作画を担当
- フーガはユーガ（2018年11月 実業之日本社 / 2021年10月 実業之日本社文庫）
  - 書き下ろし
- シーソーモンスター（2019年4月 中央公論新社 / 2022年10月 中公文庫）
  - シーソーモンスター （『小説BOC』vol.1 2016年4月 - vol.5 2017年4月）
  - スピンモンスター（『小説BOC』vol.6 2017年7月 - vol.10 2018年7月）
  - 8組の作家による企画「螺旋」に参加
- クジラアタマの王様（2019年7月 NHK出版 / 2022年7月 新潮文庫）
  - 書き下ろし
- 逆ソクラテス（2020年4月 集英社 / 2023年6月 集英社文庫）
  - 逆ソクラテス（『あの日、君と Boys』2012年5月 集英社文庫）
  - スロウではない（『オール讀物』2015年8月号）
  - 非オプティマス（書き下ろし）
  - アンスポーツマンライク（書き下ろし）
  - 逆ワシントン（書き下ろし）
- ペッパーズ・ゴースト（2021年10月 朝日新聞出版 / 2024年12月 朝日文庫）
  - 書き下ろし
- マイクロスパイ・アンサンブル（2022年4月 幻冬舎）
  - 福島県猪苗代町のイベント「オハラ☆ブレイク」への寄稿作品を集成（2015年8月 - 2021年10月発表）、一部書き下ろし
  - 文庫版のみ、短編「猪苗代湖でまた会う話」（「オハラ☆ブレイク'22秋」への寄稿 2022年10月 / 『小説幻冬』2023年2月号）併録
- 777 トリプルセブン（2023年9月 KADOKAWA）
  - 書き下ろし
  - 殺し屋シリーズ第4作
- 楽園の楽園（2025年1月 中央公論新社）
  - 書き下ろし
- パズルと天気（2025年5月 PHP研究所）
  - パズル（書き下ろし）
  - 竹やぶバーニング（『小説宝石』2018年10月号）
  - 透明ポーラーベア（『I LOVE YOU』2005年7月 祥伝社）
  - イヌゲンソーゴ（『Wonderful Story』2014年10月 PHP研究所）
  - Weather（『Happy Box』2012年3月 PHP研究所）

### エッセイ
- 3652 伊坂幸太郎エッセイ集（2010年12月 新潮社 / 2015年5月 新潮文庫）
  - 文庫版のみ、掌編「定規」（『アヒルと鴨のコインロッカー』ネットサイン本通販特別付録）・掌編「ソウルステーション」（2009年4月の東京メトロ×ブルーノート東京×コットンクラブのイベント『音楽の話をしよう／32 for music exhibition／音楽を愛する32人の言葉の展覧会 “音楽トレイン”』）収録
  - 文庫版の初回2か月分のみ、掌編「小説新潮の話」（『小説新潮』2011年1月号）封入
- 仙台ぐらし（2012年2月 荒蝦夷 / 2015年6月 集英社文庫）
  - 初出：『仙台学』vol.01 - vol.10 他
  - 短編「ブックモビール」（書き下ろし）収録

### その他
- ミステリアス・ジャム・セッション 人気作家30人インタヴュー（2004年1月 早川書房）
  - 村上貴史による『陽気なギャングが地球を回す』についてのインタビュー（『ミステリマガジン』2003年4月号）を収録
- 絆のはなし―伊坂幸太郎×斉藤和義（2007年10月 講談社） - 対談集
- ミステリーの書き方（2010年12月 幻冬舎 / 2015年10月 幻冬舎文庫）
  - 談話「書き出しで読者を摑め!」（『PONTOON』2007年11月号）収録
- 月刊佐藤純子（2012年6月 メディアデザイン / 2016年12月 ちくま文庫）
  - 伊坂を聞き手とした佐藤純子（書店員）へのインタビューを収録
- にすいです。 冲方丁対談集（2013年1月 角川書店）
  - 冲方丁との対談「小説にしか出来ないこと」（『本の旅人』2010年10月号）収録
- ジョーダンバットが鳴っている（2018年3月 KADOKAWA）
  - 戸塚祥太（A.B.C-Z）との対談（『ダ・ヴィンチ』2014年4月号）を収録
- あの人とあの本の話（2018年4月 小学館）
  - 瀧井朝世による『オー！ファーザー』についてのインタビュー（『きらら』2010年6月号）を収録
- ぐるぐる問答 森見登美彦氏対談集（2019年11月 小学館文庫）
  - 森見登美彦との対談（『小説BOC』vol.10）を文庫版に追加収録
- ほんのよもやま話 作家対談集（2020年9月 文藝春秋）
  - 島田荘司との対談（『CREA』2014年12月号）を収録
- ざんねんなスパイ（2021年8月 新潮文庫）
  - 一條次郎との対談「最高にふざけた、最高に面白い小説」（『波』2018年9月号）を文庫版に併録
- 自由対談（2022年7月 河出書房新社）
  - 中村文則との対談「融合するミステリーと純文学」（『ダ・ヴィンチ』2016年8月号）収録
- Another side of 辻村深月（2023年3月 KADOKAWA）
  - 辻村深月との対談「代表作と、書き続けるモチベーション」を収録
- ［対談］本格ミステリーの深淵を覗く（2024年12月 南雲堂 電子書籍）
  - 『島田荘司全集Ⅸ』（2024年6月 南雲堂）の付録として封入された島田荘司との対談の完全版
- 別冊 ダ・ヴィンチ 令和版 解体全書 小説家15名の人生と作品、好きの履歴書』（2025年3月 KADOKAWA）
  - インタビュー（『ダ・ヴィンチ』2023年11月号）収録

### アンソロジー（編纂）
- 十話（2006年1月 ランダムハウス講談社）
  - 小川洋子ら10名の作家による共編
- 伊坂幸太郎選 スペシャル・ブレンド・ミステリー 謎005（2010年9月 講談社文庫）
- 連城三紀彦 レジェンド 傑作ミステリー集（2014年11月 講談社文庫）
- 連城三紀彦 レジェンド2 傑作ミステリー集（2017年9月 講談社文庫）
  - 2冊とも綾辻行人・小野不由美・米澤穂信との共編
- 小説の惑星 ノーザンブルーベリー篇（2021年12月 ちくま文庫）
- 小説の惑星 オーシャンラズベリー篇（2021年12月 ちくま文庫）

### アンソロジー（収録）
「」内が伊坂幸太郎の作品
★のつく作品は自身名義の単行本未収録

#### ザ・ベスト・ミステリーズ 推理小説年鑑
- ザ・ベストミステリーズ 2003（2003年7月 講談社）
  - 【分冊・改題】殺人の教室 ミステリー傑作選（2006年4月 講談社文庫）
  - 「チルドレン」
- ザ・ベストミステリーズ 2004（2004年7月講談社）
  - 【分冊・改題】孤独な交響曲 ミステリー傑作選（2007年4月 講談社文庫）
  - 「死神の精度」
- ザ・ベストミステリーズ 2005（2005年7月 講談社）
  - 【分冊・改題】 仕掛けられた罪 ミステリー傑作選（2008年4月 講談社文庫）
  - 「死神と藤田」
- ザ・ベストミステリーズ 2006（2006年7月 講談社）
  - 【分冊・改題】セブンミステリーズ ミステリー傑作選（2009年4月 講談社文庫）
  - 「死神対老女」
- ザ・ベストミステリーズ 2009（2009年7月 講談社）
  - 【分冊・改題】Bluff 騙し合いの夜 ミステリー傑作選（2012年4月 講談社文庫）
  - 「検問」
- ザ・ベストミステリーズ 2014（2014年5月 講談社）
  - 【分冊・改題】Life 人生、すなわち謎 ミステリー傑作選（2017年4月 講談社文庫）
  - 「彗星さんたち」

#### その他
小説
- 事件を追いかけろ サプライズの花束編（2004年12月 光文社カッパ・ノベルス / 2009年4月 光文社文庫）
  - 「バンク」
- 秘密。私と私のあいだの十二話（2005年3月 メディアファクトリー）
  - 「ライフ システムエンジニア編」★（『ダ・ヴィンチ』2004年9月号）
  - 「ライフ ミッドフィルダー編」★（日本テレコム ODN Webサイト 2004年9月）
- I LOVE YOU（2005年7月 祥伝社 / 2007年9月 祥伝社文庫）
  - 「透明ポーラーベア」
- 十夜（2006年1月 ランダムハウス講談社）
  - 「イン」
- 不思議の足跡（2007年10月 光文社カッパ・ノベルス / 2011年4月 光文社文庫）
  - 「吹雪に死神」
- Re-born はじまりの一歩（2008年3月 実業之日本社 / 2010年12月 実業之日本社文庫）
  - 「残り全部バケーション」
- Story Seller（2009年1月 新潮文庫）
  - 「首折り男の周辺」
- 短篇ベストコレクション 現代の小説2009（2009年6月 徳間文庫）
  - 「検問」
- 蝦蟇倉市事件 1（2010年1月 東京創元社ミステリ・フロンティア）
  - 【改題】晴れた日は謎を追って がまくら市事件（2014年12月 創元推理文庫）
  - 「浜田青年ホントスカ」
- Story Seller 2（2010年1月 新潮文庫）
  - 「合コンの話」
- NOVA 5 書き下ろし日本SFコレクション（2011年8月 河出文庫）
  - 「密使」
- Happy Box（2012年3月 PHP研究所 / 2015年11月 PHP文芸文庫）
  - 「Weather」
- しあわせなミステリー（2012年4月 宝島社）
  - 【改題】ほっこりミステリー（2014年3月 宝島社文庫）
  - 「Bee」 - 兜（『AX』）シリーズ第2作
- 文学 2012（2012年4月 講談社）
  - 「PK」
- あの日、君と Boys（2012年5月 集英社文庫）
  - 【再編集・改題】短編少年（2017年5月 集英社文庫）
  - 「逆ソクラテス」
- 最後の恋 MEN'S つまり、自分史上最高の恋。（2012年5月 新潮文庫）
  - 「僕の舟」
- 短編工場（2012年10月 集英社文庫）
  - 「太陽のシール」
- エール！ 3（2013年10月 実業之日本社文庫）
  - 「彗星さんたち」
- 奇想博物館 最新ベスト・ミステリー（2013年12月 光文社）
  - 【改題】奇想博物館 日本ベストミステリー選集（2017年5月 光文社文庫）
  - 「小さな兵隊」
- Wonderful Story（2014年10月 PHP研究所 / 2017年9月 PHP文芸文庫）
  - 「イヌゲンソーゴ」
  - 伊坂幸犬郎 名義
- 日本文学100年の名作 第10巻2004-2013 バタフライ和文タイプ事務所（2015年6月 新潮文庫）
  - 「ルックスライク」
- 20の短編小説（2016年1月 朝日文庫）
  - 「if」
- X'mas Stories 一年でいちばん奇跡が起きる日（2016年11月 新潮文庫）
  - 「一人では無理がある」
- 殺意の隘路 最新ベスト・ミステリー（2016年12月 光文社）
  - 「ルックスライク」
- 短篇ベストコレクション 現代の小説2017 （2017年6月 徳間文庫）
  - 「無事これ貴人」★（『小説新潮』2016年3月号）
- 森見登美彦リクエスト！ 美女と竹林のアンソロジー（2019年1月 光文社 / 2020年2月 光文社文庫）
  - 「竹やぶバーニング」
- 掌篇歳時記 春夏（2019年4月 講談社）
  - 「鶏始乳（にわとりはじめてとやにつく）」★（『群像』2018年1月号）
- モノガタリは終わらない（2022年10月 集英社）
  - 「いい人の手に渡れ！」★（メルカリ公式Twitter 2020年4月）
- 短編宝箱（2022年11月 集英社文庫）
  - 「小さな兵隊」
- 時ひらく（2024年2月 文春文庫）
  - 「Have a nice day!」★（『オール讀物』2024年1月号）

エッセイ
- ああ、腹立つ（2004年10月 新潮文庫）
  - 「映画館は平和だ」
- ベスト・エッセイ 2012（2012年6月 光村図書出版）
  - 「う・さぎの話」
- 私がデビューしたころ ミステリ作家51人の始まり（2014年6月 東京創元社）
  - 「喋るデビュー作」★（書き下ろし）
- ベスト・エッセイ 2016（2016年6月 光村図書出版）
  - 「祖母のこと」★（『月刊ジェイ・ノベル』2015年7月号）

### 単行本未収録作品
小説
- 悪党たちが目にしみる（第13回サントリーミステリー大賞佳作受賞作、のちに全文改稿され『陽気なギャングが地球を回す』として出版）
- 書店にまつわる小噺あるいは、教訓の得られない例話（『キノベス！ 2003』 / 『あるキング 完全版』初回3か月分付録）
- ブギ（『エソラ』vol.4 2007年7月）
- マリアビートル・イントロダクション（『野性時代』2007年11月号）
- ギブ（『エソラ』vol.7 2009年4月）
- 小説新潮の話（『小説新潮』2011年1月号 / 『3652 伊坂幸太郎エッセイ集』文庫版初回2か月分付録）
- Eの874（『朝日新聞』2014年1月1日封入の広告特集『もう一人の嵐たち』）
- Drive（冒頭のみ『小説 野性時代』2015年11月号） - 兜（『AX』）シリーズ第4作（未完）
- ガソリンスタンド（『ガソリン生活』文庫版初版分付録 2016年3月）
- ロングレンジ（幻冬舎 電子書籍 2017年7月 / 『小説幻冬』2017年9月号）
- 猫は気楽でうらやましい（『ダ・ヴィンチ』2020年8月号）
- 無事故で終われ！（「伊坂幸太郎デビュー20周年＆『逆ソクラテス』続々重版 大ヒット記念 特別小冊子」2020年11月）
- ヒューマノイド（『国語2』2025年2月 光村図書出版 中学2年生用教科書）
- 30を信じろ／30も信じる（『小説トリッパー』2025年夏号）

エッセイ他
- 芥川龍之介の思い出ーー「トロッコ」と「蜜柑」について（図録『人間・芥川龍之介』2007年4月 仙台文学館 / 『文藝別冊 芥川龍之介』2017年11月）
- 先日の出来事。（『yom yom』vol.3 2007年6月）
- それが好きならばこれも好きではないでしょうか（『honto+』vol.2 2013年8月 - vol.13 2014年9月）
- 五十嵐大介さんのこと（『文藝別冊 五十嵐大介』2014年8月）
- 噓でも本当でも（『PR誌 ちくま』2016年1月号）
- 「火の鳥」黎明編（『仙台文学館ニュース』第三十号 2016年3月）
- 御手洗潔のこと（『ダ・ヴィンチ』2016年6月号）
- 私の『十角館』（綾辻行人『十角館の殺人 限定愛蔵版』2017年9月 講談社）
- おぼえていることと勝手にかんがえていること（『群像』2018年4月号 / 『大江健三郎 全小説』全巻予約特典 2018年 講談社）
- 本屋大賞について（『本の雑誌増刊 本屋大賞2018』2018年4月）
- フィッシャー・キング（『セントラル劇場でみた一本の映画』2019年5月 ペトラ）
- 『カザアナ』が面白すぎる（『小説トリッパー』2019年秋号） - 特集「森絵都の世界」へ寄稿
- 解説はお断りします（佐藤正午『月の満ち欠け』2019年10月 岩波文庫的） - 解説の執筆依頼を断るメールの文面
- 『逆ソクラテス』に関係する話（『青春と読書』2021年1月号）
- ダウンタウンと私（『小説現代』2022年12月号）
- （無題）（『このミステリーがすごい! 2023年版』2022年12月 宝島社） - 荒木飛呂彦作品についてのエッセイ
- コーヒー豆の話（『小説 野性時代』特別編集 2023年冬号）
- 優しい人（『小説すばる』2024年1月号） - 伊集院静への追悼文
- わたしと光文社文庫（「光文社文庫創刊40周年 40年の40冊」小冊子 2024年9月）
- 本屋という場所（『オール讀物』2025年5・6月号）
- 作品と音楽について（『ダ・ヴィンチ』2025年6月号）

解説
- 佐藤正午『アンダーリポート／ブルー』（2015年9月 小学館文庫）
- 原作：伊坂幸太郎・作画：いくえみ綾『アイネクライネナハトムジーク』下（2019年8月 幻冬舎 バーズコミックススペシャル）

## メディア・ミックス

### 映画
- 陽気なギャングが地球を回す（2006年5月13日公開、監督：前田哲、主演：大沢たかお）
- CHiLDREN チルドレン（2006年11月4日公開、監督：源孝志、主演：坂口憲二）
- アヒルと鴨のコインロッカー（2007年6月23日公開（宮城県は5月12日先行公開）、監督：中村義洋、主演：濱田岳・瑛太）
- Sweet Rain 死神の精度（2008年3月22日公開、監督：筧昌也、主演：金城武）
- フィッシュストーリー（2009年3月20日公開、監督：中村義洋、主演：伊藤淳史）
- 重力ピエロ（2009年5月23日公開（宮城県は4月25日先行公開）、監督：森淳一、主演：加瀬亮・岡田将生）
- ラッシュライフ（2009年6月13日公開、東京藝術大学大学院映像研究科製作、主演：堺雅人）
- ゴールデンスランバー（2010年1月30日公開、監督：中村義洋、主演：堺雅人）
- ポテチ（2012年5月12日公開（宮城県は4月7日先行公開）、監督：中村義洋、主演：濱田岳）
- オー!ファーザー（2014年5月24日公開、監督：藤井道人、主演：岡田将生）
- グラスホッパー（2015年11月7日公開、監督：瀧本智行、主演：生田斗真）
- ゴールデンスランバー（2018年2月14日韓国公開・2019年1月12日日本公開、監督：ノ・ドンソク、主演：カン・ドンウォン）
- アイネクライネナハトムジーク（2019年9月20日公開（宮城県は9月13日先行公開）、監督：今泉力哉、主演：三浦春馬・多部未華子）
- ブレット・トレイン（2022年8月5日米公開・9月1日日本公開、監督：デヴィッド・リーチ、主演：ブラッド・ピット）
- Seesaw Monstar（仮題）（TBA、監督：TBA、主演：アン・ハサウェイ）[4]

### ドラマ
- チルドレン（2006年5月21日、WOWOW「ドラマW」、主演：坂口憲二） - のちに劇場公開された
- バイバイ、ブラックバード（2018年2月17日 - 3月24日（全6話）、WOWOW「連続ドラマW」、主演：高良健吾）
- 終末のフール（2024年4月26日配信開始（全12話）、Netflix、主演：アン・ウンジン）

### 舞台
- 終末のフール（2008年1月10日 - 1月14日、脚本・演出：小村哲生）
- 7Days Judgement -死神の精度-（2009年8月21日 - 8月31日、脚本・演出：和田憲明、主演：香川照之 / 2018年8月30日 - 9月9日、脚本・演出：和田憲明、主演：萩原聖人）
- Live,Love,Drive. 死神の精度（2009年11月18日 - 29日、脚本：竹重洋平、演出：松村武、主演：羽場裕一）
- ポテチ（2010年10月14日 - 10月24日、脚本・演出：蓬莱竜太、主演：星野真里・加藤晴彦）
- フィッシュストーリー（2011年6月30日 - 7月3日、脚本・演出：瀬戸山美咲、主演：西川浩幸）
- オーデュボンの祈り（2011年9月30日 - 10月25日、脚本：和田憲明、演出：ラサール石井、主演：吉沢悠）
- ドラマライブラリー「死神の浮力」（2014年4月22日 - 4月28日、脚本・演出：和田憲明、主演：福井晶一・ふかわりょう）
- 三人の男が猪苗代湖で会う話 －スパイ・失恋・エスケイプ－（2016年7月30日 - 7月31日、脚本・演出：本田誠人、主演：大治幸雄）
- アヒルと鴨のコインロッカー（2016年9月14日 - 9月19日、脚本・演出：ほさかよう、主演：多田直人）
- ゴールデンスランバー（2016年11月30日 - 12月4日・12月10日 - 12月25日、脚本・演出：成井豊、主演：畑中智行）
- 猪苗代湖の話2016 －スポンジとサマー－（2017年8月6日、脚本・演出：本田誠人）
- サブマリン（2017年9月19日 - 9月25日、脚本・演出：益山貴司、主演：白又敦・岩義人）
- マリアビートル（2018年2月14日 - 2月18日、脚本：太田守信、演出：元吉庸泰、主演：平野良）
- 猪苗代湖の話2017 －プとラとイとド－（2018年8月4日、脚本・演出：本田誠人）
- 猪苗代湖の話2018 －マグカップと作戦会議－（2019年8月10日、脚本・演出：本田誠人）

### ラジオドラマ
いずれもNHK-FM青春アドベンチャーにて
- オーデュボンの祈り （演出：濱田裕之・出水有三）
  - 2004年4月12日 - 16日、19日 - 23日（全10回）放送
  - 2007年4月30日 - 5月4日、5月7日 - 11日放送（再放送）
- 死神の精度 （演出：川野秀昭）
  - 2006年10月30日 - 11月3日（全5回）放送
- 終末のフール（演出：川野秀昭）
  - 2010年2月1日 - 5日、8日 - 12日（全10回）放送

### 漫画
- オーデュボンの祈り（漫画：木村哲也） - 新潮社『デジコミ新潮 コム・コム』2007年3月号 - 2008年10月号
  - 単行本 全2巻（新潮社 Bunch Comics Extra 2009年7月）
- 陽気なギャングが地球を回す（漫画：耕野裕子） - 講談社『BE LOVE KCDX』2006年7号 - 9号
  - 単行本 全1巻（講談社 KCデラックス 2006年4月）
- 終末のフール（漫画：塩塚誠） - 集英社『週刊ヤングジャンプ』増刊『漫革』2006年Vol.54 - 2007年Vol.59
  - 単行本 全1巻（集英社 ヤングジャンプコミックス 2007年12月）
- 魔王 JUVENILE REMIX（漫画：大須賀めぐみ） - 小学館『週刊少年サンデー』2007年27号 - 2009年30号
  - 単行本 全10巻（小学館 少年サンデーコミックス 2007年11月 - 2009年8月）
  - 廉価版 全4巻(未完)（小学館 My First BIG 2011年8月 - 11月）
- グラスホッパー（漫画：井田ヒロト） - 角川書店『コミックチャージ』2008年10号 - 2009年3号
  - 単行本 全3巻（KADOKAWA CHARGE COMICS 2008年10月 - 2009年6月）
- Waltz（漫画：大須賀めぐみ） - 小学館『ゲッサン』2009年11月号 - 2012年3月号 ※書き下ろし原作
  - 単行本 全6巻（小学館 ゲッサン少年サンデーコミックス 2010年3月 - 2012年5月）
  - 新装版 全6巻（小学館 ゲッサン少年サンデーコミックス 2015年10月 - 12月）
- アイネクライネナハトムジーク（漫画：いくえみ綾） - 幻冬舎 「デンシバーズ」2018年10月、「comicブースト」2019年1月 - 8月
  - 単行本 全2巻（幻冬舎 バーズコミックススペシャル 2019年6月、8月）